# Ophelia Lovibond
Ophelia Lucy Lovibond (nascida em 19 de fevereiro de 1986) é uma atriz inglesa. Ela é conhecida por seus papéis como Carina no filme Guardians of the Galaxy , Izzy Gould no W1A da BBC e Kitty Winter em Elementary da CBS.

## Infância e educação
Ophelia Lovibond cresceu em Shepherd's Bush, Londres, em uma família de pais solteiros. Sua mãe trabalhava como psicóloga credenciada na prisão de Wormwood Scrubs. Ela tem um irmão e uma irmã. Lovibond frequentou a Latymer Upper School com uma bolsa de estudos. Ela também frequentou a companhia de teatro Young Blood, um clube de teatro juvenil, em Hammersmith. Ela estudou inglês na University of Sussex, graduando-se em 2008.

## Carreira

### Televisão
A primeira aparição de Lovibond na televisão foi aos 12 anos na sitcom do Channel 4 The Wilsons . Ela disse que mentiu sobre sua idade para ganhar o papel.
Ela atuou na série de televisão FM. Na sátira W1A da BBC, ela aparece como o personagem de Izzy Gould.
Ela apareceu na temporada 17 Ep 2 de Heartbeat.
Lovibond também foi regular na 3ª temporada do Elementary, como a nova aprendiz de Sherlock, Kitty Winter. Ela reapareceu nos episódios 15 e 16 da 5ª temporada, bem como na 7ª temporada.
Em 2016, ela desempenhou o papel de Lady Alexandra Lindo-Parker na série Sky1 Hooten &amp; The Lady.
Ela apareceu em um papel especial na série Whiskey Cavalier de 2019 como uma agente britânica.

### Cinema
Lovibond fez sua estréia no cinema em Oliver Twist, de Roman Polanski, em 2005. Ela teve um papel na cinebiografia de John Lennon, Menino de Lugar Nenhum. Ela desempenhou um papel principal no filme 4.3.2.1, e teve papéis nos filmes de 2011 London Boulevard, No Strings Attached e Mr. Popper's Penguins. Lovibond interpretou Carina, a escrava do Colecionador, no filme de 2014 Guardians of the Galaxy.

### Teatro
Em 2016, ela apareceu como Elizabeth Barry em The Libertine de Stephen Jeffreys no Theatre Royal Haymarket de Londres.

### Outros
Lovibond apareceu no videoclipe de Gabrielle Aplin, em fevereiro de 2013, "Please Don't Say You Love Me".

## Filmografia

### Cinema
| Ano  | Título                            | Papel             | Notas |
| ---- | --------------------------------- | ----------------- | ----- |
| 2005 | Oliver Twist                      | Bet               |       |
| 2006 | Crusade in Jeans                  | Isabella          |       |
| 2007 | Popcorn                           | Katerina          |       |
| 2009 | Bottle                            | Sam               | Curta |
| 2009 | Shadows in the Sun                | Kate              |       |
| 2009 | Nowhere Boy                       | Marie             |       |
| 2010 | Chatroom                          | Charlotte         |       |
| 2010 | 4.3.2.1.                          | Shannon           |       |
| 2010 | London Boulevard                  | Centavo           |       |
| 2011 | No Strings Attached               | Vanessa           |       |
| 2011 | Turnout                           | Sophie            |       |
| 2011 | Mr. Popper's Penguins             | Pippi Pepenópolis |       |
| 2012 | 8 Minutes Idle                    | Teri              |       |
| 2012 | The Poison Tree                   | Biba Capel        |       |
| 2013 | A Single Shot                     | Abbie             |       |
| 2013 | Thor: The Dark World              | Carina            | Cameo |
| 2014 | Guardians of the Galaxy           | Carina            |       |
| 2015 | Man Up                            | Jessica           |       |
| 2016 | Tommy's Honour                    | Meg Drinnen       |       |
| 2016 | The Autopsy of Jane Doe           | Emma              |       |
| 2016 | Gozo                              | Lucille           |       |
| 2019 | Rocketman                         | Arabella          |       |
| 2020 | Timmy Failure: Mistakes Were Made | Falha Patty       |       |

### Televisão
| Ano                   | Título                 | Papel                       | Notas                              |
| --------------------- | ---------------------- | --------------------------- | ---------------------------------- |
| 2000                  | The Wilsons            | Poppy Wilson                | 6 episódios                        |
| 2003                  | Single                 | Rachel Barton               | 6 episódios                        |
| 2003                  | The Bill               | Carly Flint                 | 2 episódios                        |
| 2003                  | Loving You             | Alice                       | Filme para televisão               |
| 2005                  | Casualty               | Jude Greer                  | Episódio: "Os beijos acabam"       |
| 2005                  | Nathan Barley          | Mandy                       | 1 episódio                         |
| 2006–2007             | Holby City             | Jade McGuire                | Papel recorrente, 9 episódios      |
| 2007                  | The Bill               | Serena Black                | Episódio: "A Model Murder: Part 1" |
| 2007                  | Heartbeat              | Charlie Prentice            | Episódio 2, série 17               |
| 2008                  | Messiah                | Lucy Waite                  | Minissérie                         |
| 2008                  | Delta Forever          | Roxy                        | Episódio: "Pilot"                  |
| 2009                  | Lewis                  | Jessica Rattenbury          | Episódio: "The Point of Vanishing" |
| 2009                  | FM                     | Margarida                   | Papel principal, 6 episódios       |
| 2012                  | Titanic: Blood & Steel | Kitty Carlton               | Papel principal, 12 episódios      |
| 2014                  | Insider No. 9          | Rachel                      | Episódio: "Sardinhas"              |
| 2014                  | Mr. Sloane             | Robin                       | Papel principal                    |
| 2014–2017             | W1A                    | Izzy Gould                  | Papel principal                    |
| 2014–2015, 2017, 2019 | Elementary             | Katheryn "Kitty" Winter     | Papel recorrente, 13 episódios     |
| 2016                  | Hooten &amp; the Lady  | Lady Alexandra Lindo-Parker | Papel principal, 8 episódios       |
| 2019                  | Whiskey Cavalier       | Emma Davies                 | 4 episódios                        |
| 2020                  | Feel Good              | Binky                       |                                    |
| 2020                  | Trying                 | Érica                       | 8 episódios                        |
| 2020                  | Roadkill               | Susan Laurence              | Episódio: "Episódio #1.3"          |
| TBA                   | Minx                   | Joyce                       | Papel principal                    |

### Videoclipes
| Ano  | Artista         | Título                         | Notas |
| ---- | --------------- | ------------------------------ | ----- |
| 2013 | Gabrielle Aplin | "Please Don't Say You Love Me" |       |

### Teatro
| Ano  | Peça                             | Papel | Notas |
| ---- | -------------------------------- | ----- | ----- |
| 2018 | Nightfall, Bridge Theatre London | Lou   |       |